# يوسف عبد الساتر
يوسف عبدالساتر عالم دين شيعي لبناني. ولد في بلدة إيعات التابعة لمدينة بعلبك عام 1942. وفي عام 1961 هاجر إلى مدينة النجف العراقية بغرض الدراسة الدينية، حيث تم إلحاقه بالمدرسة اللبنانية.
درس عبدالساتر كتاب «قطر الندى» على يد أحمد القبيسي، كما درس عنده المنطق وكتاب «ألفية ابن مالك»، وانضم إلى درس أحمد البهادلي في «الحاشية»، و«أصول الفقه».
وفي عام 1962 التحق بجامعة النجف الدينية، وفيها كانت دروسه وأساتذته، فقد أكمل دراسة الفقه والمنطق على يد أحمد البهادلي. كما درس التاريخ الإسلامي ونهج البلاغة على يد السيد محمد سلطان كلانتر عميد الجامعة. ودرس العقائد والفلسفة على يد مجتبى اللنكراني. ودرس كتابي «كفاية الأصول»، وكتاب «اللمعة الدمشقية» على يد محمد تقي الجواهري.
في عام 1967، وفي جامعة النجف الدينية عُرض عليه منصب المسؤول الإداري والتعليمي في الجامعة، وقد استمرّ في منصبه هذا زهاء أربع سنوات. التحق عبدالساتر بالبحث الخارج (مرحلة الدراسات العليا في الحوزة) على يد المرجع أبو القاسم الخوئي عام 1968، واستمر يتلقّى على يده في الفقه والأصول حتى عام 1971، وفي عام 1974 غادر النجف إلى بعلبك حيث مسقط رأسه، وبعد سنتين من عودته إلى لبنان وتحديداً عام 1976 تعرّف في لبنان إلى حسن الشيرازي، فأسند إليه الأخير إدارة شؤون العلماء والمبلّغين في لبنان من حيث متابعة إدارة شؤونهم وتوزيعهم على مناطق التبليغ في مختلف مدن لبنان وقراه.
وهو حالياً مدير مكتب المرجع صادق الحسيني الشيرازي في بيروت.